# 서정은 (가수)
서정은(1997년 5월 6일 ~ )은 대한민국의 가수이다. 2019년 디지털 싱글 앨범 [아직은 위험해]로 데뷔했다.

## 방송
- 헬로트로트 (2021) - Top42(35위)
- 더 딴따라 (2024) - Top26

## 음반
- 아직은 위험해 (2019)
- 혼밥송 (2020)
- 가질 수 없는 마음 (2020)
- 숨은 고백 (2022)
- 걱정하지 않고 마음껏 사랑할 수 있을까 (2023)
- 온기 (2023)

## 수상
- 파주시 청소년 종합예술제 최우수상
- 전국 청소년 중국가요경연대회 최우수상
- 다와가요제 최우수상